# Limenitis virithemis
Limenitis virithemis är en fjärilsart som beskrevs av William D. Field 1936. Limenitis virithemis ingår i släktet Limenitis och familjen praktfjärilar. Inga underarter finns listade i Catalogue of Life.